# Alfred Rieth
Alfred Rieth (* 22. November 1911 in Albersweiler; † 27. März 1997 in Gatersleben) war ein deutscher Algologe und Hochschullehrer.
Sein botanisches Autorenkürzel lautet „Rieth“.

## Leben und Werk
Rieth studierte nach dem Schulabschluss und promovierte zum Dr. rer. nat. 1959 wurde er stellvertretender Direktor der Forschungsstelle für Limnologie an der Deutschen Akademie der Wissenschaften zu Berlin. 1961 erfolgte seine Ernennung zum Professor. Im darauffolgenden Jahr wurde er stellvertretender Direktor des Instituts für Kulturpflanzenforschung in Gatersleben. 1976 schied er mit 65 Jahren aus dem Institutsdienst aus. Sein Forschungsschwerpunkt waren Algen.

## Schriften (Auswahl)
- Süßwasser-Algenarten in Einzeldarstellung. In: Die Kulturpflanze 18 (1970), S. 51–71.
- Süßwasser-Algenarten in Einzeldarstellung. In: Die Kulturpflanze 20 (1972), S. 11–42.
- Beiträge zur Kenntnis der Vaucheriaceen XVII. über Vaucheria prolifera Dangeard 1939 aus dem Harz. In: Die Kulturpflanze 22 (1974), S. 45–60.
- Zygnemataceen aus Kuba. In: Die Kulturpflanze 23 (1975), S. 83–106.
- (mit Hanuš Ettl): Xanthophyceae. Teile 1 und 2, Stuttgart 1980.
- Eine Spirogyra von der Ostsee bei Zingst. In: Die Kulturpflanze 31 (1983), S. 317–326.
- Faktoren, die die Sexualorganbildung beiVaucheria beeinflussen. In: Die Kulturpflanze 36 (1988), S. 593–600.